# Étienne II d'Amasée
Pour les articles homonymes, voir Étienne II.
Étienne II d'Amasée (mort le 18 juillet 927) est patriarche de Constantinople du 29 juin 925 au 18 juillet 927. 
Selon Jean Skylitzès, à la mort du patriarche Nicolas Ier Mystikos, Théophylacte, le fils tonsuré de l'empereur Romain Ier Lakapènos, promu « syncelle » à l'âge de 7 ans en 924, ne pouvait pas lui succéder en raison de son âge.
On décida donc d'installer comme patriarche le vieux métropolite d'Amasée, Étienne, car Romain Ier Lakapènos avait sans doute la garantie que le nouvel élu ne ferait pas obstacle à sa politique.
Étienne II meurt après seulement deux ans de fonction.